# Cottesloe
 (janvier 2014).
Si vous disposez d'ouvrages ou d'articles de référence ou si vous connaissez des sites web de qualité traitant du thème abordé ici, merci de compléter l'article en donnant les références utiles à sa vérifiabilité et en les liant à la section « Notes et références ».
Cottesloe est une banlieue côtière de Perth situé à 11 km au sud-ouest du Central Business District de Perth.
Au recensement de 2011, Cottesloe avait une population de 7 398 habitants et une superficie de 3,8 km2. Cottesloe a été nommé d'après le premier Baron Cottesloe, un éminent politicien conservateur et le frère de l'amiral Sir Charles Fremantle pour qui la ville de Fremantle a été nommé. L'ancien Premier ministre australien John Curtin résidait à Cottesloe. Sa maison se trouve sur Jarrad Street. Elle est désormais investit conjointement par le National Trust of Australia et l'Université Curtin.
Cottesloe est une banlieue en bord de plage de la ville de Perth, en Australie occidentale. Il est situé à mi-chemin entre quartier central des affaires de Perth et le port de Fremantle.
Cottesloe est délimitée par le Vlamingh Memorial au sud, Stirling Highway, Congdon Street et West Coast Highway à l'est; North Street au nord et l'océan Indien à l'ouest. Une grande partie de Cottesloe est résidentiel, même si une zone commerciale importante est situé le long de Stirling Highway, et un parcours de golf de 9 trous sur Jarrad Street.